# Ol'ga Straževa
Ol'ga Vladimirovna Straževa (in russo Ольга Владимировна Стражева?, in ucraino Ольга Володимирівна Стражева?, Ol'ha Volodymyrivna Straževa; 12 novembre 1972) è un'ex ginnasta sovietica, dal 1991 ucraina.

## Palmarès

### Olimpiadi
- 1 medaglia:
  - 1 oro (Seul 1988 a squadre)

### Mondiali
- 3 medaglie:
  - 1 oro (Stoccarda 1989 a squadre)
  - 2 bronzi (Stoccarda 1989 nel concorso individuale; Stoccarda 1989 nelle parallele asimmetriche)

### Europei
- 2 medaglie:
  - 1 argento (Bruxelles 1989 nelle parallele asimmetriche)
  - 1 bronzo (Bruxelles 1989 nel concorso individuale)